# Mnemónica

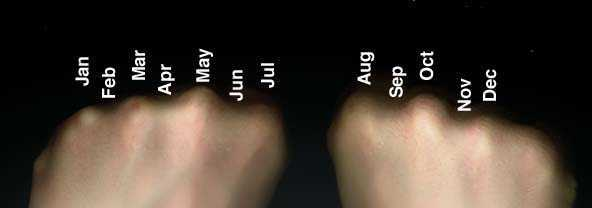
Memorização dos meses do ano que contém 31 dias pelos punhos

A técnica mnemônica(pt-BR) ou mnemónica(pt-PT?) é uma técnica com o objetivo de auxiliar a memória. São, tipicamente, verbais, e utilizados para memorizar listas ou fórmulas, e baseiam-se em formas simples de memorizar maiores construções, baseados no princípio de que a mente humana tem mais facilidade de memorizar dados quando estes são associados a informação pessoal, espacial ou de carácter relativamente importante, do que dados organizados de forma não sugestiva (para o indivíduo) ou sem significado aparente. Porém, estas sequências têm que fazer algum sentido, ou serão igualmente difíceis de memorizar.
Note-se, além disso, que na linguagem de programação Assembly, são designadas como mnemónicas as palavras reservadas da linguagem, que constituem e especificam uma determinada sintaxe. Porém, a aplicação da definição anterior verifica-se, já que elas são pequenas (e incompletas) palavras para designar instruções de operação entre os registos do CPU. Exemplos: MOV (mover), ADD (adicionar, soma), MUL (multiplicação), JMP (jump, salto), etc. Podemos ver, também, em outras linguagens o uso das mnemónicas. Na linguagem Java, por exemplo, usa-se para adicionar uma espécie de memória para um botão ou aba i.e., um atalho que faz com que possuía mais agilidade ou facilidade para usar certas ferramentas de um programa arbitrário. Note que podemos identificar facilmente as mnemónicas pela marca que fica em baixo da letra (char). Um exemplo é a primeira guia da maior parte dos browsers que aparece: Arquivo. Percebe-se que essa palavra possui uma marcação em baixo de uma das letras (normalmente na letra 'A'). Esta é a sua mnemónica aplicada para ser usada como um atalho.
A palavra mnemónica partilha a etimologia de Mnemosine, o nome da deusa que personificava a Memória na mitologia grega. A primeira referência a mnemónicas ocorre no método de loci, na obra De Oratore de Cícero.

## Dias dos meses
Por exemplo, uma mnemónica amplamente difundida é aquela utilizada para averiguar quantos dias tem um mês utilizando os nós superiores dos dedos e os seus intervalos. A cada nó, intercalado com o intervalo com o próximo nó, é atribuído sequencialmente um mês, iniciando-se sempre no nó do mínimo, em sequência até ao nó do dedo indicador e continuando para a outra mão da mesma forma. Por serem doze meses, a contagem deverá terminar no nó do dedo anelar da segunda mão.
|       | mão esquerda | mão esquerda | mão esquerda | mão esquerda | mão esquerda | mão esquerda | mão esquerda | mão direita | mão direita | mão direita | mão direita | mão direita |
| Dedos | m            | -            | A            | -            | M            | -            | I            | I           | -           | M           | -           | A           |
| Meses | Jan          | Fev          | Mar          | Abr          | Mai          | Jun          | Jul          | Ago         | Set         | Out         | Nov         | Dez         |

A seguinte tabela indica como deverá ser feita a contagem: para a linha dos dedos, vemos representados os nós dos dedos indicador (I), médio (M), anelar (A), e mínimo (m), bem como os seus intervalos, o hífen (-). Para os meses, iniciados em Janeiro (J), Fevereiro (F), Março (M), e assim sucessivamente.
O número de dias nos é dado da seguinte forma:
- Se o mês em análise calha num nó do dedo, então terá 31 dias.
- Se o mês em análise calha num intervalo, então terá 30 dias, à excepção de Fevereiro, que poderá ter 29 ou 28 dias, consoante seja ano bissexto ou não, respectivamente.

Repare-se, por exemplo, em Agosto: Por coincidir com o nó do dedo indicador da segunda mão, terá obrigatoriamente 31 dias.

## Na física
Na física, uma mnemónica bastante utilizada para a Lei de Ohm, consiste em memorizar a sigla RVI' (que se assemelha ao nome Rui)ou o termo "Você Ri" referente a expressão V=R*i, num triângulo equilátero dividido da forma ilustrada à direita. A Lei de Ohm pode ser aplicada para cada uma das grandezas, seleccionando uma dessas grandezas e construindo a equação na forma em que aparecem as outras duas. Por exemplo, para determinar:
- a resistência {\displaystyle R}, {\displaystyle R={\frac {V}{I}}} (note-se que a queda de tensão {\displaystyle V} está no numerador, acima do {\displaystyle I}, que está no denominador.
- a queda de tensão {\displaystyle V}, {\displaystyle V=R*I\,}
- a corrente eléctrica {\displaystyle I}, {\displaystyle I={\frac {V}{R}}}

Se dispusermos as letras VPI no triângulo, formaremos um novo mnemônico que correlaciona, de forma similar, as relações entre V (tensão em Volts), P (potência em Watts) e I (intensidade de corrente em Ampères). Alguns autores preferem usar o símbolo U no lugar do V, a fim de evitar confusão entre a grandeza (tensão) e a unidade de medida (Volt).

## Na química
Na química, uma mnemónica bastante utilizada para dizer que um sulfato sob determinadas circunstâncias passava a ácido sulfúrico era "bico de pato" - bICO termina da mesma forma que sulfúrICO e pATO da mesma forma que SulfATO.
Na sequência da anterior, "Frederico no espeto", ajuda a memorizar que o cloreto passa a ácido clorídrico.
E para terminar, "Osso de cabrito", um sulfito passa a ácido sulfuroso.
Alteração -> terminação do anião (para melhor decorar)
ico    <- ato  (bico de pato)
oso   <-  ito  (osso de cabrito)
ídrico <- eto  (Frederico no espeto)

### Tabela periódica dos Elementos Mendeleiev
Coluna 1A (Metais alcalinos): Hoje Li Na "K"ama Robinson Crusoé Francês
Coluna 2A (Metais alcalinos terrosos): Bela Magali Casou com o Sr BaRata
Coluna 3A: Bem, Alguém Gastou Inteiro o Talão
Coluna 4A: Com Silêncio Geralmente Sanamos Problemas
Coluna 5A: Não Pude Assistir Sábado Biologia
Coluna 6A (Calcogênios): OS SeTe Porquinhos
Coluna 7A (Halogênios): Foi Cláudio Branco que Invadiu Atenas
Coluna 8A (gases nobres): Hércules Nenhum Arrancou Kriptonita do Xerife de Rondônia

### Posições de Eletronegatividade
Os Elementos mais eletronegativos, em ordem decrescente:
Fui Ontem No Clube Briguei 'i' Sai Correndo Para (o) Hospital
(Flúor, Oxigênio, Nitrogênio, Cloro, Bromo, Iodo, Enxofre, Carbono, Fosforo, Hidrogênio)

### Nomenclatura dosalcanos
É comum lembrar os prefixos dos 4 primeiros alcanos (met-, et-, prop- e but-) através da mnemónica Mel é para bolos. 

## Na Biologia e Geologia

### Taxonomia de Lineu
A frase ajuda a memorizar a Taxonomia de Lineu, ordem de classificação de todos os seres vivos.
Raios Fortes Caíram Ontem Fizeram Grandes Estragos
o Rei Filomeno tem Classe e dá Ordens à Família para manter o Género e a Espécie
Reino
Filo
Classe
Ordem
Família
Gênero
Espécie

### Períodos geológicos
As seguintes frases, uma para cada era (Paleozoico, Mesozoico e Cenozoico) permitem memorizar os diferentes períodos geológicos:
Não Coma O Seu Damasco Com Pele
Câmbrico
Ordovícico
Silúrico
Devónico
Carbonífero
Pérmico
Tire Já a Casca
Triásico
Jurássico
Cretácico
Para Não Quinar
Paleogénico
Neogénico
Quaternário

## No Sistema Solar
Pode-se usar a frase que é usada em escolas para fazer as crianças memorizar os nomes planetas do Sistema Solar: Mercúrio, Vênus, Terra, Marte, Júpiter, Saturno, Urano e Netuno :
Minha velha (ou vó) traga meu jantar: sopa, uva e nozes (ou nabo); ou ainda
Minha vó tem muitas jóias, só usa na (praia).